# Hylaeus euryscapus
Hylaeus euryscapus là một loài Hymenoptera trong họ Colletidae. Loài này được Förster mô tả khoa học năm 1871.